# Estação Artigues - Sant Adrià

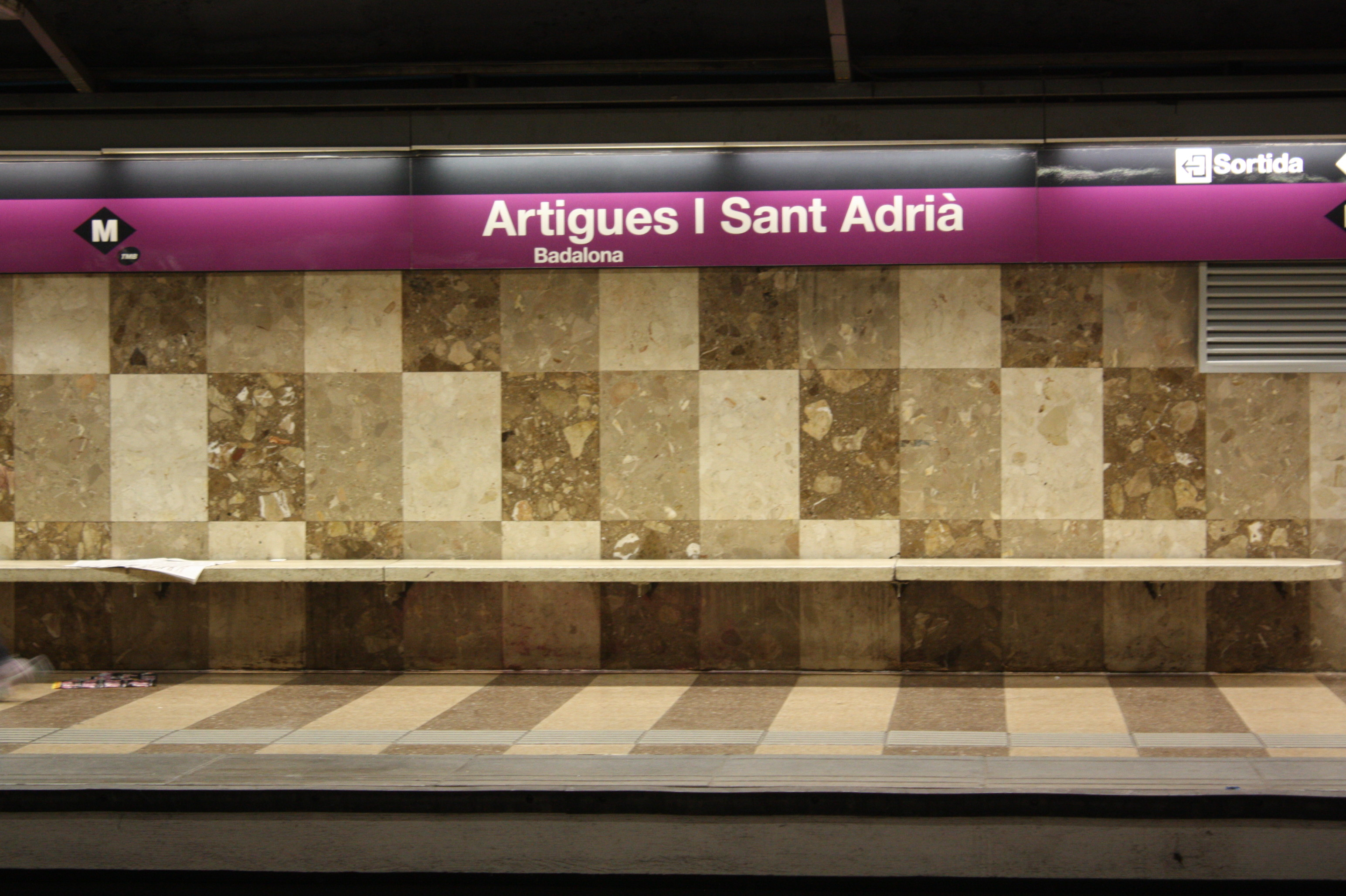
Estação Artigues - Sant Adrià.

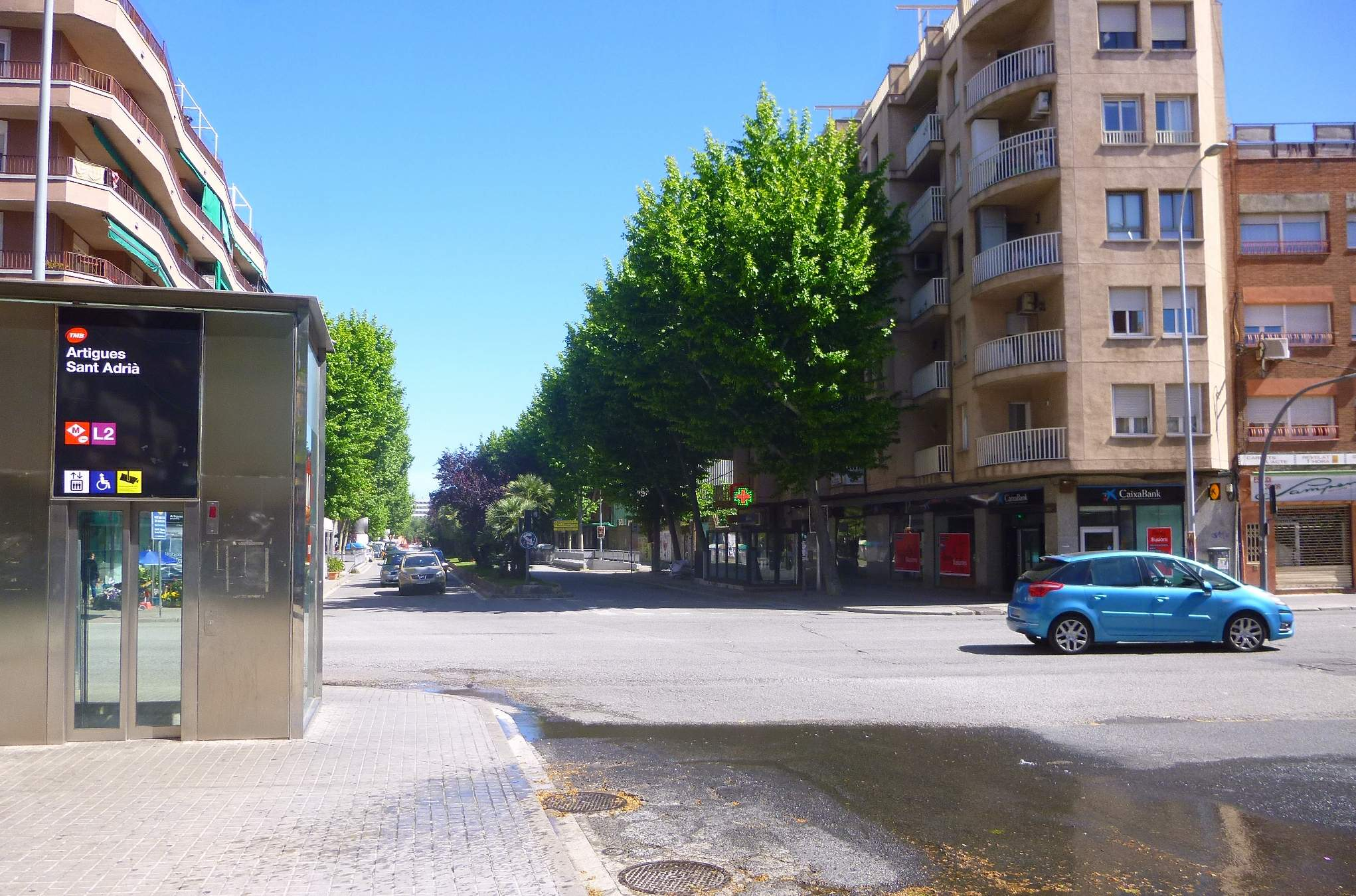
Elevador de acesso à estação.

Artigues - Sant Adrià é uma estação da linha Linha 2 do Metro de Barcelona. Entrou em funcionamento em 1985.

## Acesso à estação
A estação está localizado localizado sob a Avinguda d'Alfons XIII, no município de Badalona, mas a poucos metros do município de Sant Adrià de Besòs.

- Ctra. Santa Coloma
- Avinguda Joan XXIII